# ラドン空間
数学の分野におけるラドン空間（ラドンくうかん、英: Radon space）とは、集合 M 上のすべてのボレル確率測度が内部正則であるような可分距離空間 (M, d) のことを言う。数学者ヨハン・ラドンの名にちなむ。確率測度は大域的に有限であり、したがって局所有限測度であるため、ラドン空間上のすべての確率測度はラドン測度でもある。